# 限定品コラボネーゼ
『限定品コラボネーゼ』（げんていひんコラボネーゼ）は、フジテレビと一部の地域で放送されていたテレビショッピングをモチーフにしたバラエティ番組である。製作局のフジテレビでは2007年4月11日から2011年3月22日まで放送。2008年10月14日放送分からは『限定品コラボネーゼII』と題して放送された。
芸能人たちが様々なブランドとコラボレートして番組オリジナルの限定品を制作し、それらを販売していた。放送期間中の2010年1月6日 14:15 - 15:45にはスペシャル版が放送された。

## 放送時間

### 限定品コラボネーゼ
- 水曜 25:38 - 26:08 （2007年4月11日 - 2007年9月19日）
- 水曜 26:08 - 26:38 （2007年10月17日 - 2008年3月19日） - 同年3月12日からは『メディア工房』第2部の番組として放送。
- 水曜 25:38 - 26:08 （2008年4月9日 - 2008年9月24日） - 『メディア工房』第1部の番組として放送。

### 限定品コラボネーゼII
- 火曜 25:38 - 26:08 （2008年10月14日 - 2010年3月16日）
- 火曜 25:40 - 26:10 （2010年4月13日 - 2011年3月22日） - 『Tue★ナイ』第1部の番組として放送。

## 出演者

### MC
- 中村光宏（フジテレビアナウンサー）

### プレミアム会員
- 鈴木紗理奈
- 秋本祐希
- マリエ